# سوسک پوسته‌نشین خشک
سوسک‌های پوسته‌نشین خشک (نام علمی: Bothrideridae) نام یک تیره از بالاخانواده پوسته‌نشین‌واران است.